# Sven Kreyer
Sven Kreyer (* 14. Mai 1991 in Düsseldorf) ist ein deutscher Fußballspieler.

## Karriere
Kreyer begann seine Karriere im Nachwuchsbereich von Fortuna Düsseldorf. 2005 wechselte er zu Bayer 04 Leverkusen, wo er sieben Jahre blieb. In der Saison 2010/11 stand er erstmals im Kader der zweiten Mannschaft, wobei er 23 Spiele bestritt. In der folgenden Saison spielte er 29-mal, davon 26-mal in der Startelf. Er erzielte dabei acht Tore. 2012 schließlich ging er zum VfL Bochum. Auch bei Bochum war er anfangs nur in der zweiten Mannschaft aktiv, dabei kam er in 17 Einsätzen auf 13 Tore. Während der Saison 2013/14 bestritt er elf Spiele in der ersten Mannschaft, dabei erzielte er beim 2:1 gegen Energie Cottbus sein erstes Tor in der 2. Bundesliga. Parallel dazu war er auch noch in der zweiten Mannschaft aktiv, für die er in 19 Spielen 14-mal traf. Kreyer wurde ebenfalls beim DFB-Pokal-Spiel gegen Eintracht Frankfurt eingesetzt, Bochum verlor dieses Spiel 0:2. Zur Saison 2014/15 wechselte Kreyer zum Regionalligisten Rot-Weiss Essen. Nach nur einem Jahr verließ er die Essener wieder und wechselte zur Saison 2015/16 zum Ligakonkurrenten FC Viktoria Köln. In der Spielzeit 2016/17 wurde er mit der Viktoria Meister der Regionalliga West, in den Aufstiegsspielen zur 3. Liga scheiterte man jedoch am FC Carl Zeiss Jena. In der Saison 2018/19 wurde Kreyer mit Viktoria erneut Meister der Regionalliga und stieg in die 3. Liga auf. Zur Saison 2020/21 wechselte er zu Rot-Weiß Oberhausen in die Regionalliga West. Nach vier Saisons wechselte er 2024 in die Oberliga Niederrhein zu Ratingen 04/19.

## Erfolge
- Meister der Regionalliga West: 2016/17, 2018/19 (jeweils mit Viktoria Köln)
- Aufstieg in die 3. Liga 2018/19 mit Viktoria Köln
- Mittelrheinpokalsieger: 2015/16, 2017/18 (jeweils mit Viktoria Köln)